# Landhof-Stadium
Il Landhof Stadion è uno stadio della città di Basilea, in Svizzera. Ospitava le partite casalinghe del Basilea, principale squadra di calcio di Basilea.
Giá dall'anno della sua fondazione, nel 1893, il campo fu messo a disposizione dalla proprietaria Katharina Ehrler-Wittich alla squadra del Basilea. La domenica 26 novembre 1893 una prima partita di calcio fu disputata tra le due squadre dei giovani dell'associazione. Nel 1898 la prima partita del campionato del Basilea fu disputata in questo stadio contro il BSC Old Boys, davanti a circa 400 spettatori.
Il 5 aprile 1908, lo stadio ospitò la prima partita internazionale di calcio della Svizzera che fu disputata contro la Germania. Si svolse davanti a 4000 spettatori. La Svizzera vinse 5 a 3. Per la Germania questa è stata la prima partita internazionale di sempre, per la Svizzera la terza. Per questa occasione nel Landhof, sponsorizzato da una fabbrica di cioccolato, fu costruita una tribuna.
Fino al 1967, il Landhof era lo stadio in cui giocava le partite casalinghe il Basilea, ma a causa del crescente numero di spettatori lo stadio risultò essere troppo piccolo, quindi il Club si trasferì allo stadio St. Jakob-Park.
Fino all'inizio degli anni '90, il Basilea continuava a utilizzare il Landhof come campo di allenamento e campo per la squadra giovanile e aveva anche il suo ufficio e la sua club house. Successivamente, l'area è stata ricoperta da una fitta vegetazione e c'è stata una lunga lotta politica a causa di un progetto di sviluppo abitativo.
A partire dai primi anni del 2000 l'area è utilizzata da gruppi sportivi e per varie celebrazioni.